# Heusden Koers 2017
De 69e editie van de Belgische wielerwedstrijd Heusden Koers werd verreden op 15 augustus 2017. De start en finish vonden plaats in Heusden. De winnaar was Kenny Dehaes, gevolgd door Jelle Cant en Enzo Wouters.

## Uitslag
| Heusden Koers 2017 |                      |                                |          |
| Plaats             | Naam                 | Ploeg                          | Tijd     |
| Winnaar            | Kenny Dehaes         | Wanty-Groupe Gobert            | 3u32'19" |
| 2                  | Jelle Cant           | Era-Circus                     | + 2"     |
| 3                  | Enzo Wouters         | Lotto-Soudal                   | z.t.     |
| 4                  | Jelle Mannaerts      | Tarteletto-Isorex              | z.t.     |
| 5                  | Oliver Naesen        | AG2R La Mondiale               | z.t.     |
| 6                  | Dries De Bondt       | Verandas Willems-Crelan        | z.t.     |
| 7                  | Alexandar Richardson | Bike Channel Canyon            | z.t.     |
| 8                  | Timothy Stevens      | Pauwels Sauzen-Vastgoedservice | z.t.     |
| 9                  | Piotr Havik          | Westland Wil Vooruit           | z.t.     |
| 10                 | Michael Cools        | Tarteletto-Isorex              | z.t.     |

1929 · 1930-1935 · 1936 · 1937 · 1938 · 1939 · 1952 · 1953 · 1954 · 1955 · 1956 · 1957 · 1958 · 1959 · 1960 · 1961 · 1962 · 1963 · 1964 · 1965 · 1966 · 1967 · 1968 · 1969 · 1970 · 1971 · 1972 · 1973 · 1974 · 1975 · 1976 · 1977 · 1978 · 1979 · 1980 · 1981 · 1982 · 1983 · 1984 · 1985 · 1986 · 1987 · 1988 · 1989 · 1990 · 1991 · 1992 · 1993 · 1994 · 1995 · 1996 · 1997 · 1998 · 1999 · 2000 · 2001 · 2002 · 2003 · 2004 · 2005 · 2006 · 2007 · 2008 · 2009 · 2010 · 2011 · 2012 · 2013 · 2014 · 2015 · 2016 · 2017 · 2018 · 2019 · 2020 · 2021 · 2022 · 2023